# Liste der Naturdenkmale in Munderkingen
| Naturdenkmale | Anzahl |
| ------------- | ------ |
| FND           | 11     |
| END           | 10     |
| Gesamt        | 21     |

Die Liste der Naturdenkmale in Munderkingen nennt die verordneten Naturdenkmale (ND) der im baden-württembergischen Alb-Donau-Kreis liegenden Stadt Munderkingen. In Munderkingen gibt es insgesamt 21 als Naturdenkmal geschützte Objekte, davon 11 flächenhafte Naturdenkmale (FND) und 10 Einzelgebilde-Naturdenkmale (END).
Stand: 1. November 2016.

## Flächenhafte Naturdenkmale (FND)
| Name                                           | Bild | Kennung     | Einzelheiten | Position | Fläche Hektar | Datum         |
| ---------------------------------------------- | ---- | ----------- | ------------ | -------- | ------------- | ------------- |
| Algershofer Bach mit Warmen Quellen und Graben | BW   | 84250810010 | Munderkingen | ⊙        | 0,7           | 13. März 2000 |
| Altarm „Wert“                                  | BW   | 84250810014 | Munderkingen | ⊙        | 5,4           | 13. März 2000 |
| Altwasser                                      | BW   | 84250810011 | Munderkingen | ⊙        | 0,4           | 13. März 2000 |
| Feuchtbiotop                                   | BW   | 84250810015 | Munderkingen | ⊙        | 0,6           | 13. März 2000 |
| Franzosenhalbinsel                             | BW   | 84250810021 | Munderkingen | ⊙        | 0,2           | 13. März 2000 |
| Magerbiotopkomplex mit 2 Tümpeln               | BW   | 84250810019 | Munderkingen | ⊙        | 1,9           | 13. März 2000 |
| Schwemmstein                                   |      | 84250810004 | Munderkingen | ⊙        | 0,0           | 13. März 2000 |
| See und Bruchwald                              | BW   | 84250810006 | Munderkingen | ⊙        | 1,3           | 13. März 2000 |
| Tümpel mit Feldgehölz                          | BW   | 84250810008 | Munderkingen | ⊙        | 0,3           | 13. März 2000 |
| Venturenquelle mit Feucht- und Felskomplex     | BW   | 84250810007 | Munderkingen | ⊙        | 0,6           | 13. März 2000 |
| 3 Kalk-Mager-Biotopkomplexe                    | BW   | 84250810020 | Munderkingen | ⊙        | 1,7           | 13. März 2000 |
| Legende für Naturdenkmal                       |      |             |              |          |               |               |

## Einzelgebilde (END)
| Name                           | Bild | Kennung     | Einzelheiten | Position | Fläche Hektar | Datum         |
| ------------------------------ | ---- | ----------- | ------------ | -------- | ------------- | ------------- |
| Birkenallee                    |      | 84250810009 | Munderkingen | ⊙        | 0,0           | 13. März 2000 |
| Winterlinden beim Schießstand  | BW   | 84250810012 | Munderkingen | ⊙        | 0,0           | 13. März 2000 |
| 1 Sommerlinde (Friedhofslinde) | BW   | 84250810002 | Munderkingen | ⊙        | 0,0           | 13. März 2000 |
| 1 Sommerlinde (Grellet-Linde)  | BW   | 84250810017 | Munderkingen | ⊙        | 0,0           | 13. März 2000 |
| 1 Sommerlinde (Kirchhoflinde)  | BW   | 84250810001 | Munderkingen | ⊙        | 0,0           | 13. März 2000 |
| 1 Stieleiche                   | BW   | 84250810005 | Munderkingen | ⊙        | 0,0           | 13. März 2000 |
| 1 Stieleiche                   | BW   | 84250810013 | Munderkingen | ⊙        | 0,0           | 13. März 2000 |
| 1 Stieleiche                   | BW   | 84250810016 | Munderkingen | ⊙        | 0,0           | 13. März 2000 |
| 3 Sommerlinden am Viehmarkt    | BW   | 84250810003 | Munderkingen | ⊙        | 0,0           | 13. März 2000 |
| 3 Sommerlinden                 | BW   | 84250810018 | Munderkingen | ⊙        | 0,0           | 13. März 2000 |
| Legende für Naturdenkmal       |      |             |              |          |               |               |